# Никодим I
Свети Никодим I е сръбски архиепископ от 1317 г. до 1324 г. в продължение на точно седем години. Свети Никодим е изявен с това че е пионер на исихазма на Балканите; книжовник и дипломат.
Никодим е изключителен книжовник, превел Йерусалимския типик на Св. Сава Освещени. Той въвежда подвижническия живот (много време преди Парория), полагайки много усилия за изкореняване на богомилската ерес, за противодействие на католицизма и за утвърждаване на православната вяра. По негово архиепископско време е завършена печката катедрална църква „Св. Димитър“, в която се пазят редом с неговите мощи и тези на Ефрем Печки. Похвалната му служба е дело на Марко Печки, автор и на житието на св. Ефрем Печки.
Православната църква чества паметта му на 11 май по юлианския календар и на 24 май по григорианския календар, т.е. в деня на светите братя Кирил и Методий, на българската азбука, просвета и култура и на славянската книжовност.